# إبرة الراعي
عشبة إبرة الراعي أو غرنوق  الغرلوق العطر (بالإنجليزية: Robert Herb)‏ عشبه من فصيلة الغرنوقيات، واسمه العلمي بالعربية الغرنوقي دائري الأوراق، وهي عشبه حوليه تثمر كل عامين، وتمتاز عشبة ابرة الراعي برائحة قوية. كما أن عشبة ابرة الراعي غنية بكميات من الفيتامينات الهامة

## الوصف
ساقها دقيقه، حمراء منتفخة عند العقدة موبرة، فرعاء، ضمية. الأوراق خضراء فاتحة، مثلثة، مفصصة.
الأزهار وردية خبازية إلى بنفسجية زهرتان لكل زناد 5 كأسيات منتصبة، 5 بتلات كاملة مخططة، 10 أسدية ومآبر برتقالية اللون.
وقت ازدهار عشبة ابرة الراعي: مايو إلى أكتوبر، و البذور تنضج من يوليو إلى أكتوبر.
طول العشبة: من 10 إلى 50 سنتيمتر.

## الموطن
الغابات الصخرية و الغابات الرطبة، المنحدرات, الشواطئ و على النتوآت الصخرية. الجافة، و بطول جوانب الطريق و في المناطق السكنية.

## التوزع
يُوجَد خلال أوروبا، آسيا و شمال أفريقيا حيث ينمو على تشكيلة من الترب، الصخور , جذوع الشجرة.
الآن يزرع في أمريكا وقد أحضِرَ ربّما من قبل المستوطنين المبكرين لخواصه العلاجيّة.

## المكونات
يحتوي عشب روبرت أو ابرة الراعي على كميات من الفيتامينات الهامة، مثل بي و سي بالإضافة إلى هذه المعادن: الكالسيوم,البوتاسيوم,المغنيسيوم, الحديد, الفوسفور, الجرمانيوم.

## الاستعمال
لإبرة الراعي استخدامات مختلف، غذائية وعلاجية.

### الاستخدامات العلاجية
يُستَخدَم أحيانًا كدواء قابض لوقف النزيف، مضاده للتشنج، مدر للبول، مضاد حيوي، مقوي , هضمي، مسكن , أمراض المعدة، للقرحة في الجهاز الهضمي، الإسهال البسيط و النزيف الداخلي، إصابات الكلية، الصفراء , مهدئ و قابض. للأنسجة وكمحسن لجهاز المناعة.
يزودنا الجرمانيوم بمضاد حيوي نشيط، مضاد للفيروس و ترسانة مقاومه للتأكسد، و كمحسن لجهاز المناعة، أيضا استخدم الجيرانيوم
- في علاج السرطان:

الجيرانيوم معروف أنه يساعد في تقليل الأورام السرطانية، لكن لم يكن هناك الكثير من البحث العلمي في ذلك، و معظم قصص النجاح المبلغة. قصصية فقط
أظهرت الأبحاث الحديثة أن الأوراق يمكن أن تخفض مستويات سكر الدم و لذا يمكن أن يكون مفيد في علاج السكر.

### خارجيًّا
يستخدم كغسول أو يستعمل كمادة لعلاج الأمراض الصدرية، المفاصل الروماتزمية، الجروح، النزيف، التهاب اللوزتين والبلعوم والقلاع والحمى والجروح والتهاب الغدد اللمفاوية في الحلق.
غالبًا يستخدم خارجيًّا لعلاج طفح الجلد، الكدمات والالتهاب الجلدي.
الأوراق قد تُمضَغ أو تُستَخدَم كغرغرة في التهابات الفم و الحلق، أيضًا يستخدم كغسول للعين، وقد اُعتِيدَ أن يعالج الالتهابات تحت الأظفار.

### الاستخدامات الغذائية
يقوم السكان المحليون في فلسطين بالتقاط هذا النبات وتناوله، خاصة في فترة نموه التي تتراوح بين شباط ونيسان. ويعد القرن هو الجزء الذي يؤكل منه. ويطلق على هذا النبات في فلسطين أسماء متعددة، منها: رجل الصوص، الساعة، الدبوس.